# Аират Ишмуратов
Ајрат Рафаилович Ишмуратов (рус. Айрат Рафаилович Ишмуратов, татарска ћирилица : Ајрат Рафаил ули Ишмурат) рођен 28. јуна 1973.) је руски / канадски композитор, диригент и клезмер кларинетиста. Ишмуратов је кларинетиста Клезмер групе Клезтори (Kleztory) из Монтреала и позвани професор на Универзитету Лавал у Квебеку, Канада.

## Дисцограпхи
- Клезмер музика, Kleztory (2002)
- Барбер, Копланд, Бритен, Брух, Казањски камерни оркестар Ла Примавера, Ак Барс (2002)[3]
- Клезмер, Kleztory, Јули Туровски &I Musici de Montreal Chamber Orchestra, Chandos Records (2004)
- Номаде, Kleztory, добитник награде Опус 2007, Amerix (2007)[4]
- Шостакович, Вајнберг, Ишмуратов, I Musici de Montreal Chamber Orchestra, Analekta (2008)[5]
- Symphonique, Le Vent du Nord et Quebec Symphony Orchestra, CBC (2010)[6]
- Царте Постале, Alcan Quartet, АТМА Classique (2011)[7]
- Бетовен, Концерт за виолину (каденце Ишмуратова), Симфонија бр. 7, Александар Да Коста, Тајпејски симфонијски оркестар, Warner Classics (2013)[8]
- Долазак, Kleztory, Amerix (2014)
- Tales from the Dinarides, Michael Bridge, Guillaume Tardif, Kornel Wolak, Wirth Institute  (2017)
- Klezmer Dreams, Andre Moisan, Jean Saulnier and Molinari Quartet, ATMA Classique  (2017)[9]
- Нигун, Kleztory, Amerix  (2017)[10]
- Melodies of Nations, Romic – Moynihan Duo, Hedone Records (2017)
- Писмо од непознате жене, Три романсе за виолу, Цонцерто Гроссо бр. 1 – Белоруски државни камерни оркестар, Евгениј Бушков – Chandos Records (2019)[11]
- Youth' Overture, Maslenitsa Overture, Symphony, Op.55 'On the Ruins of an Ancient Fort' – Orchestre de la Francophonie, Jean-Philippe Tremblay – Chandos (2020)[12]
- Моментум, Kleztory - Chandos Records (2020)[13]
- Julia MacLaine, Preludes - Analekta (2022)[14]
- Ишмуратов: Виола Цонцерто N1 / Пиано Цонцерто – Лондонски симфонијски оркестар, Ајрат Ишмуратов, диригент – Chandos Records (2023)[15]